# Воденица Божидара Ранковића
Воденица Божидара Ранковића је грађевина која је саграђена у првој половини 19. века. С обзиром да представља значајну историјску грађевину, проглашена је непокретним културним добром Републике Србије. Налази се у Рготину, под заштитом је Завода за заштиту споменика културе Ниш.

## Историја
Воденица Божидара Ранковића се налази на месту Црвенка, у близини центра Рготине. Подигнута је у првој половини 19. века. Има правоугаону основу и изграђена је каменом који са спољашње стране није малтерисан. На јужном зиду воденице, у нижим деловима, се налазе два мања узана отвора у виду пушкарница. Четворосливни кров воденице је покривен ћерамидом. У унутрашњости воденице постоји одељење у којем је воденичар спавао и одмарао се. Воденица је једноставног изгледа и сведене декорације. На блоку пешчара је у наивном стилу рељефно представљена људска рука која држи крст. На јужној страни испред воденице се налази мања, већ напола разрушена, зграда са два одељења, изграђена је од танких брвана. У једном одељењу се налазило огњиште, а на прозору су сачуване дрвене решетке. Вода је до воденице довођена јазом са Борске реке али је преузимањем воде за фабрику кварцног песка довело до тога да се јаз и воденица запусте. У централни регистар је уписана 14. јула 1993. под бројем СК 1008, а у регистар Завода за заштиту споменика културе Ниш 8. децембра 1992. под бројем СК 313.